# Чепрасовский
Чепрасовский — посёлок в Азовском районе Ростовской области. Входит в состав Кугейского сельского поселения.

## География
Расположен в 45 км (по дорогам) юго-западнее районного центра — города Азова.

### Улицы
- пер. Безымянный,
- ул. Маяковского.

## История
Образован в 50-е 60-е годы XX века. В 90-х заселен на 50 % турками-месхетинцами.
В 1987 г. указом ПВС РСФСР поселку третьего отделения присвоено наименование Чепрасовский.

## Население
| 1989 | 2002 | 2010 |
| ---- | ---- | ---- |
| 158  | ↗232 | ↘200 |